# Viking, la naissance d'une nation
Pour les articles homonymes, voir Viking (homonymie).
Pour plus de détails, voir Fiche technique et Distribution.
Viking, la naissance d'une nation (Викинг) est un film russe réalisé par Andreï Kravtchouk, sorti en 2016.
C'est le troisième film (et le premier film russe) au box-office en Russie en 2016.

## Synopsis
Dans la Rus' de Kiev à la fin du Xe siècle, les fils du souverain Sviatoslav Ier luttent pour la succession. Après la mort d'Oleg, Iaropolk et Vladimir s'affrontent. Dans son combat, Vladimir peut compter sur l'aide de mercenaires varègues.

## Fiche technique
- Titre original : Викинг
- Titre en français : Viking, la naissance d'une nation[2]
- Réalisation : Andreï Kravtchouk
- Scénario : Andreï Kravtchouk, Andreï Roubanov et Viktor Smirnov d'après Chronique des temps passés et Sagas royales
- Pays d'origine : Russie
- Genre : Action et historique
- Date de sortie :
  -  Russie : 29 décembre 2016

## Distribution
- Alexandre Oustiougov : Iaropolk Ier
- Kirill Pletniov : Oleg Sviatoslavitch (prince des Drevliens)
- Danila Kozlovski : Vladimir Ier
- Andreï Smoliakov : Rogvold
- Alexandra Bortitch : Rogneda de Polotsk
- Svetlana Khodtchenkova : Irina
- Paweł Deląg : Anastas
- John DeSantis : Berserk
- Joakim Nätterqvist : Khevding
- Igor Petrenko : Varyajko
- Maxime Soukhanov : Sveneld

## Production

### Attribution des rôles
Les acteurs sont majoritairement russes. Il y a aussi le suédois Joakim Nätterqvist, le canadien John DeSantis et la biélorusse Alexandra Bortich.

### Tournage
Le film a été tourné dans de nombreux sites en Crimée : dans la ville de Bakhtchissaraï, dans un réservoir d'eau du Raïon de Bilohirsk, dans la forteresse de Soudak et au Cap Fiolent près de Sébastopol. Certaines scènes ont aussi été tournées à Ravenne à la mi-août 2015 dans la Basilique Saint-Vital et au Mausolée de Galla Placidia

## Sortie

### Box-office
- Russie : 26 833 929 dollars[1].

## Distinctions

### Récompenses
- 16e cérémonie des Aigles d'or : meilleure photographie, meilleurs costumes et meilleur son[5].